# Sosthenes Behn
Pour les articles homonymes, voir Behn.
Sosthenes Behn, né le 30 janvier 1882 et décédé le 6 juin 1957, est un homme d'affaires américain, cofondateur, avec son frère ainé Hernand de la société multinationale ITT.

## Biographie
Sosthenes Behn est né à l'ile Saint-Thomas, dans les Caraïbes, alors possession danoise. Son père Guillermo, né au Venezuela, était d'origine allemande et sa mère était d'origine française, raison pour laquelle il effectua une partie de ses études à Ajaccio et en région parisienne. 
Le pont Dos Hermanos, pont à San Juan, Porto Rico reliant le secteur de Condado à l'entrée du vieux San Juan, en traversant la lagune de Condado a été conçu et construit par les frères Hernan et Sosthenes Behn, et a été inauguré en juin 1910. 
En 1928, sur les conseils de Paul Janet, physicien et membre de l'Académie de Sciences en France, il fit l'acquisition avec son frère Hernand de l'ancienne propriété d'André-Marie Ampère à Poleymieu-au-Mont-d'Or près de Lyon qui venait d'être mise en vente. Les frères Behn firent don de cette propriété à la Société française des électriciens afin que la mémoire du savant puisse être perpétuée par la réalisation d'un musée, le Musée Ampère qui est géré par la Société des Amis d'André-Marie Ampère (SAAMA). Sosthene et Hernand Behn furent membres d'honneur de la SAAMA jusqu'à leur disparition. 